# Prix Dupuis
Le prix Dupuis, de la fondation du même nom, est un « prix de l'Institut de France attribué sur proposition de l’Académie française. Les revenus de cette fondation serviront à venir en aide aux enfants malheureux et abandonnés ».

## Lauréats
- 1988 : Atelier de l’Arche pour l'ensemble de son œuvre (1 500 F).
- 1989 : Œuvre de l’Adoption pour l'ensemble de son œuvre (1 500 F)[2].
- 1990 : Les orphelins apprentis d’Auteuil pour l'ensemble de son œuvre (1 500 F).
- 1991 : Association française pour l’enfance abandonnée pour l'ensemble de son œuvre (1 500 F)[3].
- 1992 : Œuvre de l’Adoption pour l'ensemble de son œuvre (1 500 F)[2].
- 1993 : Association Emmanuel pour l'ensemble de son œuvre (1 500 F)[4].
- 1994 : Association Emmanuel pour l'ensemble de son œuvre (1 500 F)[4].
- 1996 : Association Emmanuel pour l'ensemble de son œuvre (5 000 F)[4].
- 1998 : Lucette et Jean Alingrin pour l'ensemble de leur œuvre (6 000 F)[5],[4].
- 2000 : Association « Pour un sourire d’enfant » pour l'ensemble de son œuvre (1 500 €).
- 2006 : Orphelinat Njaaga Child Hope Centre (1 500 €)[6].
- 2010 : Fondation Virlanie pour Action auprès des enfants des rues à Manille, aux Philippines (1 500 €).
- 2014 : Œuvre des pupilles orphelins des sapeurs-pompiers de France (1 500 €).